# Monica Esposito
Monica Esposito (Génova, 7 de agosto de 1962 – Kyoto, 10 de marzo de 2011) fue una historiadora de la religión, traductora y sinóloga italiana. Eminente especialista en el taoísmo de los periodos Ming y Qing, en sus textos. Es recordada como una de las principales estudiosas de las religiones chinas en los tiempos modernos.

## Biografía
A los 4 años se trasladó a Padua con su familia. Después de graduarse en el instituto, estudió lengua china y filosofía en la Universidad Ca' Foscari de Venecia, en la Universidad Fudan en Shanghai y la Universidad de Gand en Bélgica. Después de obtener la diplomatura en lenguas clásicas, en 1987 se licenció en lengua china con un trabajo sobre Qi gong. Luego, perfeccionó sus estudios en la Universidad de Sorbona en París bajo la supervisión de Isabelle Robinet, responsable del Departamento de Estudios sobre el Extremo Oriente de la Universidad de París. Más tarde, en 1988 obtuvo el Diploma de Estudios Avanzados sobre los textos del canon taoísta. Se trasladó a Shanghai donde estudió en la Academia de Ciencias Sociales (SASS; chino: 上海 社会 科学院; pinyin: Shànghǎi Shèhuìkēxuéyuàn) bajo la supervisión de Chen Yaoting. Acabó su formación doctoral en 1993 con un Ph.D. summa cum laude en estudios sobre las prácticas alquimsitas en el Extremo Oriente.
Después de realizar sus estudios de posdoctorado en el Departamento de Estudios Indológicos y del Lejano Oriente de la Universidad de Venecia (1994-1995), en la Universidad de Soborna de París (1995-1997), y en la Universidad de Kansai en Osaka, estableció su residencia permanente en Kioto donde se casó con el docente universitario suizo Urs App. Entre 1998 y 2003 realizó trabajo de campo en Taiwán, Hong Kong y en la China continental y realizó, junto con su marido, documentales y vídeos sobre las religiones del Lejano Oriente.
Después de haber sido nombrada profesora asociada en la Institución de Estudios Humanísticos en la Universidad de Kioto en 2003, Esposito continuó su investigación sobre los textos taoístas de los períodos Ming y Qing. Concibió y dirigió el Daozang Jiyao, un proyecto de investigación internacional con más que 60 colaboradores científicos de todo el mundo sobre la colección más importante de textos taoístas del período Qing. Para desarrollar este gran proyecto, empezado en 2006, Monica Esposito obtuvo importantes subvenciones de la Fundación Chiang Ching-kuo (2006-2009 y 2010-2013) y de la Japanese Society for the Promotion of Science 日本学術振興会 (JSPS; 2008-2011).
La investigación científica de Esposito se centró en el taoísmo Ming y Qing, la alquimia interior, la interacción entre el taoísmo y el tantrismo, el budismo de finales del período imperial y el budismo tibetano.
Murió en 2011 a causa de una trombosis pulmonar, debido a una enfermedad cardíaca. Después de su fallecimiento, el profesor Lai Quien Tim de la University of Hong Kong, centro de estudios sobre la cultura taoísta, asumió la dirección de su proyecto. 
Tras su muerte, se publicaron dos libros en su memoria: 
- Cahiers de Extrême-Asie, revista científica sobre religiones del Lejano Oriente.
- Quanzhen Daoism in Modern Society and Cultures, a cargo de Vincent Goossaert et Liu Xun 劉迅, Berkeley: Institute of East Asian Studies, 2014 .[4]

## Roles profesionales y membresías
- Directora de proyecto: Daozang Jiyao.
- Miembro de la Society for the Study of Chinese Religions.
- Miembro de la Dōkyō gakkai (Sociedad japonesa para la investigación del taoísmo).
- Miembro de la American Association of Asian Studies.
- Coeditora de la colección Routledge Studies en Taoism (Routledge, London).
- Miembro del comité de edición para Daoism: Religion, History and Society (Revista científica, University of Hong Kong, Centro para los estudios de la cultura taoísta).

## Libros
- 1987 La Práctica del Qigong en China. Introducción a un colegio contemporáneo y a sus textos (con una traducción de Wuxi chanwei, breve estudio sobre las cinco respiraciones) - Tesis, en la Universidad de los Estudios de Venecia, Facultades de Lenguas y Literaturas Extranjeras, curso de Licenciatura en Lenguas y Literaturas Orientales (296 p.)
- 1993 Las Puertas du Dragon. El école Longmen du Mont Jingai et ses pratiques alchimiques de  après las Daozang xubian (Suite au Canon Taoïste). Tesi doctoral de 3 años, Paris VII, 1993 (bajo la dirección de Isabelle Robinet). 2 vol.[5]
- 1995 El Qigong, el nuevo colegio taoísta de las cinco respiraciones. Padua: Muzzio, 1995.
- 1997 L'alchimia del soffio. Roma: Ubaldini, 1997.[6]
- 2013 The Zen of Tantra. Wil (Suiza) / París: UniversityMedia, 2013 (ISBN 978-3-906000-25-1). 179 pp.
- 2013 Creativas Daoism. Wil (Suiza) / París: UniversityMedia, 2013 (ISBN 978-3-906000-04-6). 392 pp.[7]
- 2014  Facets of Qing Daoism. Wil (Suiza): UniversityMedia (ISBN 978-3-906000-06-0 ), 2014. 410 pp.[8]

## Ediciones
- 1998: Editora principal de los artículos sobre la religión china (taoísmo) y la alquimia interior para el diccionario del esoterismo: Dictionnaire critique de el ésotérisme, y. Jean Servier, París: Presses Universitaires de France (ISBN 2-13-049556-7)
- 2004 Special Issue: En Memoriam of Isabelle Robinet (Número especial en memoria de Isabelle Robinet; en colaboración con Hubert Durt), Cahiers de  Extrême-Asie No. 14 (2004).
- 2008 Images of Tibet en the 19th and 20th Centuries (Imagine del Tibet en el decimonoveno y vigésimo siglo), Etudes thématiques 22 (2 volúmenes). Paris: École française de Extrême-Orient, 2008.

## Traducciones
- 1991 (del francés): Catherine Despeux, Las inmortales de la antigua China. Taoísmo y Alquimia femenina. Roma, Ubaldini Editor.
- 2008 (del japonés): Onoda Shunzō, The Meiji Suppression of Buddhism and Its Impact on the Spirit of Exploration and Academism of Buddhist Monks, en Images of Tibet en the 19th and 20th Centuries colección «Études thématiques» no 22, vol. 2, Paris, École française de Extrême-Orient, p. 225-242.
- 2008 (del chino) Chen Bing, The Tantric Revival and Its Reception en Modern China, en Images of Tibet en the 19th and 20th Centuries, colección Études thématiques no 22, vol. 2, Paris, École française de Extrême-Orient, p.387-427.